# Jean-Baptiste Mercier Dupaty

Lettres sur l'Italie en 1785.

Charles Marguerite Jean Baptiste Mercier Dupaty, född den 9 maj 1746 i La Rochelle, död den 17 september 1788 i Paris, var en fransk rättslärd. Han var far till Charles och Emmanuel Dupaty.
Dupaty blev 1768 generaladvokat vid parlamentet i Bordeaux, tog del i parlamentens strid mot kanslern Maupeou (1770) och hölls därför en tid häktad, men återkom 1778 till Bordeaux som parlamentspresident. Han måste snart ta avsked på grund av de förvecklingar, i vilka han råkade genom sina liberala grundsatser. Dupatys främsta juridiska arbeten är Lettres sur la procédure criminelle de France (1788) och Réflexions historiques sur le droit criminel (samma år), vilka i hög grad bidrog till den franska lagskipningens reformerande i fråga om hemliga rannsakningar och missförhållandet mellan straff och brott. Dessutom skrev han Lettres sur l'Italie en 1785 (1788; ny upplaga 1828) med mera.